# Landeshauptmann della Stiria
Il Landeshauptmann della Stiria (in tedesco: Landeshauptmann von Steiermark), al femminile Landeshauptfrau della Stiria (in tedesco: 
Landeshauptfrau von Steiermark) è il presidente del governo regionale della Stiria.

## Elenco
| Immagine | Landeshauptmann Landeshauptfrau (nascita-morte) | Partito                             | Mandato                     |
| -------- | ----------------------------------------------- | ----------------------------------- | --------------------------- |
|          | Reinhard Machold (1879-1961)                    | Partito Socialdemocratico d'Austria | maggio 1945 - dicembre 1945 |
|          | Anton Pirchegger (1885-1949)                    | Partito Popolare Austriaco          | 1945 - 1948                 |
|          | Josef Krainer senior (1903-1971)                | Partito Popolare Austriaco          | 1948 - 1971                 |
|          | Friedrich Niederl (1920-2012)                   | Partito Popolare Austriaco          | 1971 - 1980                 |
|          | Josef Krainer junior (1930-2016)                | Partito Popolare Austriaco          | 1980 - 1996                 |
|          | Waltraud Klasnic (1945)                         | Partito Popolare Austriaco          | 1996 - 2005                 |
|          | Franz Voves (1953)                              | Partito Socialdemocratico d'Austria | 2005 - 2015                 |
|          | Hermann Schützenhöfer (1952)                    | Partito Popolare Austriaco          | 2015 - 2022                 |
|          | Christopher Drexler (1971)                      | Partito Popolare Austriaco          | 2022 - 2024                 |
|          | Mario Kunasek (1976)                            | Partito della Libertà d'Austria     | 2024 - in carica            |